# Jeremiah Massey
Jeremiah Timotheus Massey (in macedone Џеремаја Мејси?; Detroit, 22 luglio 1982) è un ex cestista statunitense naturalizzato macedone.

## Palmarès

### Individuale
- All-ULEB Eurocup Second Team: 1

Lokomotiv Kuban: 2011-12